# Podabacia sinai
Podabacia sinai är en korallart som beskrevs av Veron 2002. Podabacia sinai ingår i släktet Podabacia och familjen Fungiidae. IUCN kategoriserar arten globalt som otillräckligt studerad.
Artens utbredningsområde är Röda havet. Inga underarter finns listade i Catalogue of Life.